# Kingston Lisle
Kingston Lisle – wieś w Anglii, w hrabstwie Oxfordshire, w dystrykcie Vale of White Horse. Leży 27 km na południowy zachód od Oksfordu i 98 km na zachód od Londynu. W 2001 miejscowość liczyła 249 mieszkańców.